# Aloe diolii
Aloe diolii ist eine Pflanzenart der Gattung der Aloen in der Unterfamilie der Affodillgewächse (Asphodeloideae). Das Artepitheton diolii ehrt den Italiener Maurizio Dioli.

## Beschreibung

### Vegetative Merkmale
Aloe diolii wächst stammbildend, verzweigt von der Basis aus und bildet lockere Klumpen. Die kriechenden, bis zu 35 Zentimeter langen Triebe wurzeln bei Kontakt mit dem Boden. Die acht bis zehn dreieckigen bis leicht sichelförmigen Laubblätter bilden lockere Rosetten. Die trübgrüne Blattspreite ist 25 Zentimeter lang und 2,5 Zentimeter breit. Auf der Blattoberfläche des Neutriebes befinden sich wenige, zerstreute, verlängerte weiße Flecken. Bei älteren Trieben sind wenige Flecken nahe der Basis vorhanden oder die Flecken fehlen. Die Blattoberfläche ist leicht rau. Die festen, hakigen und rot gespitzten Zähne am Blattrand sind 1 Millimeter lang und stehen 2 bis 8 Millimeter voneinander entfernt. Zur Blattspitze hin stehen sie bis zu 13 Millimeter voneinander entfernt. Der gelbe Blattsaft ist trocken braun.

### Blütenstände und Blüten
Der Blütenstand ist einfach oder besteht aus zwei bis sechs Zweigen und ist 36 Zentimeter lang. Die lockeren, zylindrischen Trauben sind 9 Zentimeter lang. Die dreieckigen, spitz zulaufenden Brakteen weisen eine Länge von 4 bis 5 Millimeter auf und sind 2 Millimeter breit. Die scharlachroten Blüten sind an ihrer Basis leicht bereift. Darüber werden sie hellgelb und besitzen einen roten Mittelstreifen. Sie stehen an 10 Millimeter langen Blütenstielen. Die Blüten sind 20 bis 25 Millimeter lang und an ihrer Basis gestutzt. Auf Höhe des Fruchtknotens weisen sie einen Durchmesser von 8 Millimeter auf. Darüber verengen sie sich allmählich auf 6 Millimeter. Die Zipfel sind bis zu 8 Millimeter ausgebreitet. Ihre äußeren Perigonblätter sind auf einer Länge von 5 bis 8 Millimetern nicht miteinander verwachsen. Die Staubblätter und der Griffel ragen 3 Millimeter aus der Blüte heraus.

### Genetik
Die Chromosomenzahl beträgt {\displaystyle 2n=14}.

## Systematik und Verbreitung
Aloe diolii ist im Sudan im Bergwald in 1760 Meter Höhe verbreitet.
Die Erstbeschreibung durch Leonard Eric Newton wurde 1995 veröffentlicht.

## Nachweise